# Sprawa sióstr Scott
Jamie i Gladys Scott, często nazywane siostrami Scott, zostały skazane za udział w napadzie z bronią w ręku w 1993 w hrabstwie Forrest w stanie Missisipi. Obie siostry otrzymały podwójny wyrok dożywocia, co było krytykowane jako zbyt surowe przez Krajowe Stowarzyszenie Postępu Ludzi Kolorowych, pierwszego oskarżyciela w sprawie, New York Times, i laureata nagrody Pulitzera Leonarda Pittsa, ze względu na to, że było to pierwsze przestępstwo popełnione przez siostry Scott, a kradzież dotyczyła relatywnie małej kwoty (11 dolarów) i w jej skutku nie było rannych.
Wyrok został podtrzymany przez sąd apelacyjny, Sąd Najwyższy odmówił ich prośbie o apelację, a gubernator stanu Mississippi Haley Barbour odmówił ułaskawienia.
W grudniu 2010 gubernator podjął decyzję o bezterminowym zawieszeniu wykonywania kary. Jamie Scott została zwolniona z wykonywania kary ze względu na niewydolność nerek i konieczność leczenia, natomiast Gladys zostanie zwolniona pod warunkiem wyrażenia zgody na oddanie nerki swojej siostrze.

## Proces, aresztowanie i apelacje
Siostry Scott zostały oskarżone o zaplanowanie w 1993 napadu z bronią w ręku w hrabstwie Forrest w stanie Missisipi. Zdaniem sądu, siostry przekonały dwóch mężczyzn, aby zawieźli je do najbliższego klubu nocnego. Podczas jazdy Jamie Scott powiedziała, że źle się czuje. Kiedy samochód zatrzymał się na poboczu, trzech nastolatków wysiadło z samochodu, który zatrzymał się za nimi i, grożąc bronią, okradło mężczyzn podwożących siostry Scott. Ofiary kradzieży zeznały, że obie siostry odjechały razem z tymi trzema nastolatkami. Żadna z sióstr nie zeznawała w procesie sądowym i nikt nie zeznawał w ich obronie. W czasie popełnienia przestępstwa Jamie miała 23 lata, a Gladys 19.
Siostry zaprzeczyły udziałowi w napadzie z bronią w ręku i twierdziły, że zostały oskarżone przez sprawców napadu w ramach umowy z prokuraturą zawartej przez nastolatków, którzy przyznali się do popełnienia przestępstwa. Najmłodszy z nastolatków, który miał 14 lat w czasie popełnienia przestępstwa, zeznał w sądzie że był zastraszony przez organy ścigania. Wedle jego zeznań, powiedziano mu, że jeśli nie zgodzi się na umowę z prokuraturą, będzie osadzony w bardzo brutalnym więzieniu gdzie najpewniej będzie gwałcony. Obie siostry zostały skazane na podwójny wyrok dożywocia.
Adwokat reprezentujący siostry Scott został usunięty z palestry dwa lata później. Sąd Najwyższy stanu Missisipi uznał, że w procesie niezwiązanym z siostrami adwokat ten wykazał się "brakiem staranności" i "brakiem komunikacji z klientami". Siostry Scott nie wnosiły jednak żadnych uwag do tego jak były reprezentowane. W 1998 jeden z mężczyzn, którzy przyznali się do winy złożył pisemne oświadczenie pod przysięgą, w którym stwierdza, że siostry Scott nie były uwikłane w kradzież. Oświadczenie to zostało złożone do gubernatora jako część prośby o ułaskawienie.
Wyrok został podtrzymany przez sąd apelacyjny, a Sąd Najwyższy odmówił ich prośbie o apelację, co oznacza prawomocność wyroku sądu niższej instancji. Gubernator Missisipi Haley Barbour odmówił ich petycji o ułaskawienie. Rzecznik gubernatora Dan Turner powiedział, że gubernator jest "bardzo konsekwentny w niezastępowaniu wyroków sądu własną oceną winy lub niewinności" poprzez ułaskawianie przestępców.
W grudniu 2010 ten sam gubernator zadecydował o zawieszeniu wyroku sióstr Scott, jednak zwolnienie Gladys Scott jest uzależnione od tego, czy zgodzi się oddać nerkę swojej siostrze, Jamie. Dan Turner, rzecznik gubernatora, stwierdził, że ten warunek wynikał z tego, że Gladys chciała oddać nerkę siostrze i nie był to pomysł gubernatora.
Siostry mogły ubiegać się o zwolnienie warunkowe dopiero w 2014 roku, jednak po zasięgnięciu opinii Komisji Zwolnień Warunkowych stanu Missisipi zdecydował się na wcześniejsze zawieszenie odbywania kary. Gubernator uzasadnił swoją decyzję tym, że siostry Scott nie stanowią już zagrożenia dla społeczeństwa, a stan zdrowia Gladys Scott wiąże się ze znaczącym obciążeniem finansowym dla stanu Missisipi.

## Reakcje na sprawę sióstr Scott
Krajowe Stowarzyszenie Postępu Ludzi Kolorowych (NAACP) wezwało do ułaskawienia sióstr. Benjamin Jealous, przewodniczący NAACP, powiedział: "Robi się niedobrze na myśl, że tego rodzaju rzeczy mogą się zdarzyć. To, że te kobiety powinny być trzymane w więzieniu do śmierci – cóż, to jest absolutnie nieludzkie". Jealous zażądał od Gubernatora Barboura ułaskawienia sióstr Scott.
Oskarżyciel pierwotnie zajmujący się sprawą, Ken Turner, powiedział we wrześniu 2010, że pomimo swojego przekonania o zaangażowaniu sióstr w to przestępstwo, złagodzenie ich kary byłoby "stosowne".
W związku z tym, że Jamie Scott wymaga dializy ze względu na niewydolność nerek, Bob Herbert, felietonista New York Times, napisał, że siostry powinny zostać zwolnione. Sądzi on, że dowody użyte w sprawie były nieprzekonywujące, a wyrok był nietypowo srogi.
Laureat nagrody Pulitzera, Leonard Pitts, napisał: "Stan Mississippi jest winny ciężkiemu przestępstwu przeciwko zwykłej przyzwoitości... Jakakolwiek jest bezpośrednia przyczyna tego niedorzecznego wyroku, główna przyczyna jest jasna jak słońce: siostry Scott są czarnymi kobietami w najbiedniejszym stanie Ameryki".
Po decyzji gubernatora stanu Missisipi w grudniu 2010, Derrick Johnson, przewodniczący NAACP, powiedział, że zwolnienie sióstr Scott będzie "wielkim zwycięstwem dla stanu Missisipi i dla dwóch osób, które otrzymały zbyt surowy wyrok". Nie widzi on problemu w warunku oddania nerki do przeszczepu - "Myślę, że to niesamowite, że ona (Gladys - przyp.tłum) chce oddać swoją nerkę, aby jej siostra mogła cieszyć się lepszą jakością życia".